# Прокопюк Микола Архипович
Микола Архипович Прокопюк (7 червня 1902 — 11 червня 1975) — керівник партизанського з'єднання «Мисливці» під час Німецько-радянської війни, Герой Радянського Союзу (1944), полковник.

## Біографія
Народився 7 червня 1902 року на Волині, у селі Самчики Волинської губернії Російської імперії (нині Старокостянтинівський район, Хмельницька область, Україна). Українець. Закінчив 6 класів гімназії.
З 1920 року у Червоній армії. Брав участь у Громадянській війні в Росії.
У 1921 році направлений на роботу в органи держбезпеки. Стає співробітником Шепетівського окружного відділення ДПУ, бере безпосередню участь у знищенні «диверсійно-терористичних банд, які засилались польською розвідкою на радянську територію». У 1923 році Миколу Прокопюка «за нещадну боротьбу з контрреволюцією» нагородили почесною іменною зброєю.

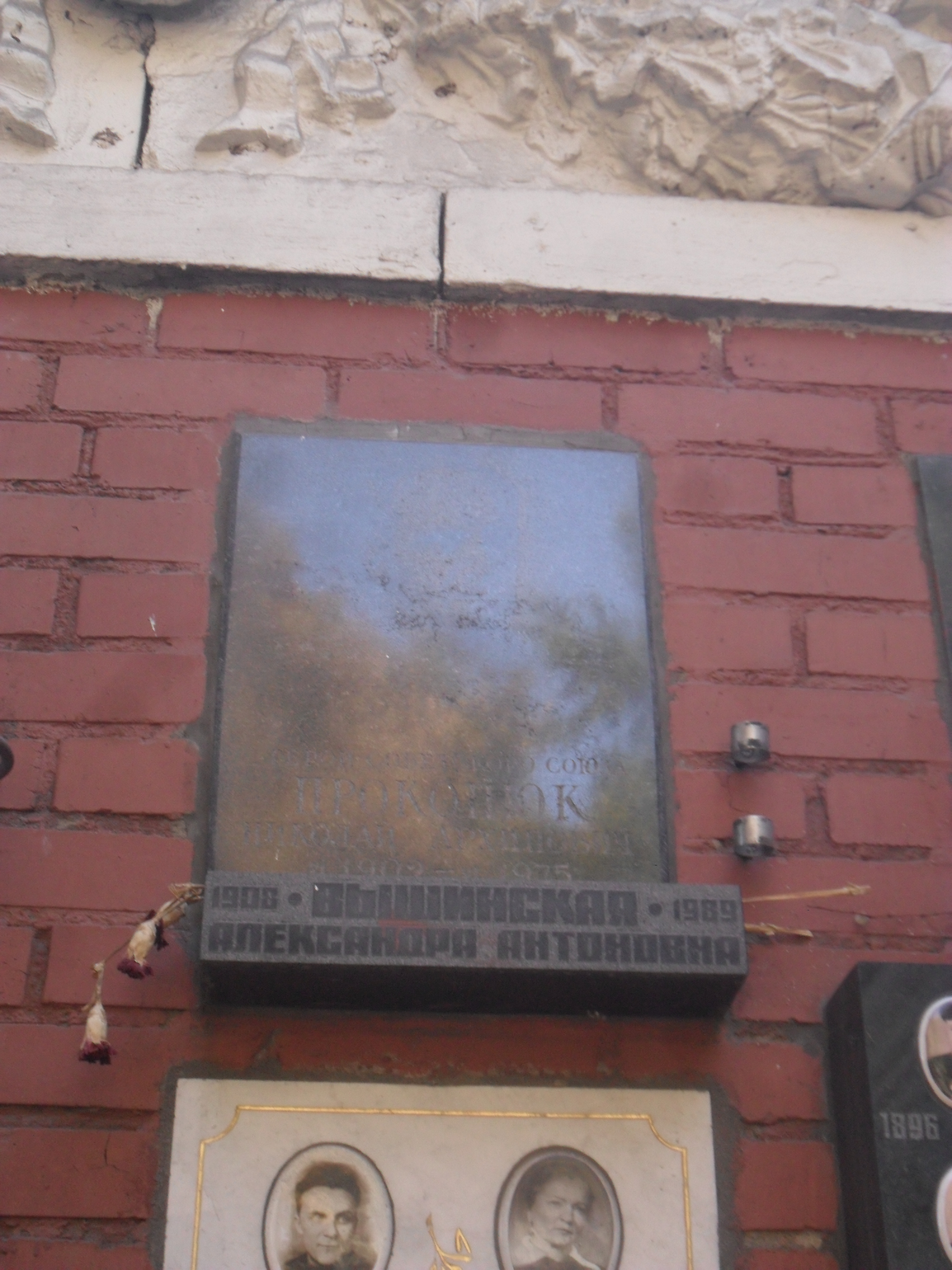
Плита колумбарію Прокопюка на Новодівочому цвинтарі Москви

Через рік молодого чекіста направили на роботу у прикордонні війська. Протягом семи років Микола Прокопюк знаходився на розвідувальній роботі у прикордонних військах: спочатку у Славутському, а потім у Могилів-Подільському прикордонних загонах.
З 1935 року Прокопюк — співробітник радянської зовнішньої розвідки. У 1937—1938 роках він брав активну участь у Громадянській війні в Іспанії, за що був нагороджений орденом Червоного Прапора.
У роки німецько-радянської війни Микола Прокопюк знаходився у тилу німецьких окупантів, був командиром розвідувально-диверсійного загону НКВС «Мисливці», що діяв спочатку у західних районах Київської області, а потім у Цуманьських лісах. Його загін провів більш ніж двадцять боїв з антипартизанськими силами.
У червні 1944 року очолив боротьбу радянських і польських партизанів у в Яновских лісах. У кінці вересня партизанське з'єднання захопило Руський перевал у Східних Карпатах і утримувало його до підходу військ 4-го Українського фронту
У 1944—1946 роках брав участь у радянсько-японській війні в Китаї.
Після війни М. А. Прокопюк декілька років очолював один із відділів Радянської військової адміністрації у Німеччині. У 1950 році у званні полковника вийшов у запас через хворобу. До кінця своїх днів активно займався громадською діяльністю.
Помер Микола Архипович Прокопюк 7 червня 1975 року у Москві. Прах знаходиться у колумбарії Новодівичого цвинтаря.

## Звання та нагороди
5 листопада 1944 року М. А. Прокопюку присвоєно звання Героя Радянського Союзу.
Інші нагород:
- Два ордени Леніна
- Три ордени Червоного Прапора
- Орден Вітчизняної війни І ступеня

## Пам'ять
- Його ім'ям названа вулиця у місті Старокостянтинів Хмельницької області України.
- У рідному селі Самчики встановлено пам'ятник, а у будинку, де він жив, відкрито музей.